# 1943 год в истории железнодорожного транспорта
1943 год в истории железнодорожного транспорта СССР отмечен успешным обеспечением Курской наступательной операции  и массовым восстановлением железнодорожной инфраструктуры на освобождённой территории страны. В 1943 году было также построено 1446 км новых железных дорог общего назначения.

## События
- При подготовке к Курской битве проложена дополнительная линия Старый Оскол — Сараевка, названная «Дорогой мужества».[2] Для обеспечения стратегической операции на Курской дуги в 1943 г. сражающимся фронтам было доставлено 3177 эшелонов с войсками и 2543 поезда с материальными средствами. Общий объем воинских перевозок на этом направлении достиг 540 тыс. вагонов — более чем вдвое больше, чем было доставлено в период Сталинградской битвы[3].
- 22 января началось строительство железной дороги Шлиссельбург — Поляны протяжённостью 33 км с ледовой эстакадой через Неву («Дорога победы»). Дорога должна была связать осаждённый Ленинград с «Большой землёй»[4]. Железная дорога находилась под постоянным обстрелом и заслужила прозвище «коридор смерти». Использовалась дорога до 10 марта 1944 года.
- 5 февраля — «Дорога победы» вступила в строй.[4]
- 7 февраля после прорыва блокады Ленинграда в город прибыл первый поезд, ведомый паровозом Эу-708-64, обслуживаемым лучшей бригадой депо Волховстрой[4].
- В феврале-марте были восстановлены разрушенные участки Сталинградского железнодорожного узла, и 14 марта к разрушенному зданию вокзала в Сталинграде прибыл пассажирский поезд из Москвы[4].
- 15 апреля  указом Президиума Верховного Совета СССР для обеспечения дисциплины на железных дорогах было введено военное положение. Таким образом все рабочие и служащие железных дорог на период войны считались мобилизованными, как военнослужащие, и закреплялись для работы на транспорте. Это фактически приравнивало работу железных дорог и железнодорожников с боевыми действиями на фронтах[5].
- 5 ноября Указом Президиума Верховного Совета СССР звание Героя Социалистического Труда было присвоено сразу 127 железнодорожникам и военнослужащим железнодорожных войск[6].
- Основан Челябинский электровозоремонтный завод, как литейно-механические мастерские Южно-Уральской железной дороги.
- Построена первая очередь Новосибирского паровозоремонтного завода[7].

## Новый подвижной состав
- В Великобритании компания Hunslet Engine Company приступила к выпуску маневровых танк-паровозов серии Austerity.

## Персоны

### Скончались
- Пётр Петро́вич Юре́нев — российский политический деятель, инженер. Член II Государственной думы. В июле — августе 1917 — министр путей сообщения во Временном правительстве.
- Шатов, Владимир Сергеевич — партийный и советский работник, хозяйственный деятель, железнодорожник, наиболее известен как начальник строительства Туркестано-Сибирской железной дороги.